# Kleine Abakan
De Kleine Abakan of Maly Abakan (Russisch: Малый Абакан) is een rivier die ontspringt in de Westelijke Sajan, in het zuiden van de Russische autonome republiek Chakassië en is de grootste rivier van het gelijknamige natuurreservaat "Kleine Abakan" in Zapovednik Chakasski. De Kleine Abakan gaat samen met de Grote Abakan over in de rivier Abakan, een zijrivier van de Jenisej. De rivier dient als paaigrond voor vissoorten als taimen (Hucho taimen) en lenok (Brachymystax lenok).